# کمامردخ
کمامردخ، روستایی از توابع بخش مرکزی شهرستان فومن در استان گیلان ایران است.

## جمعیت
این روستا در دهستان لولمان قرار دارد و براساس سرشماری مرکز آمار ایران در سال ۱۳۸۵، جمعیت آن ۱٬۰۱۸ نفر (۲۵۶خانوار) بوده‌است. زبان مردم این روستا گیلکی است. طبق تحقیقات میدانی و محلی چند خانوار تالش زبان از قدیم در این محل سکنی گزیده اند. اما آن ها هم با مردم گیلک زبان روستا به گیلکی سخن می گویند درنتیجه زبان غالب در روستای کمامردخ گیلکی است نه تالشی  .